# Penisa niviceps
Penisa niviceps là một loài bướm đêm trong họ Noctuidae.